# باريل موكو

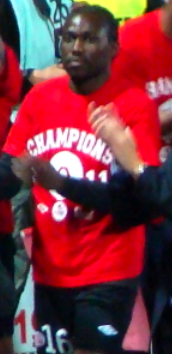

باريل موكو (بالفرنسية: Barel Mouko)‏ (مواليد 5 أبريل 1979 في بوينت نوار - جمهورية الكونغو) لاعب كرة قدم كونغولي يلعب حاليا لصالح نادي الدرجة الأولى ليل الفرنسي منذ 2009 في مركز حارس مرمى .

## روابط خارجية
- باريل موكو على موقع رابطة كرة القدم الفرنسية للمحترفين (الإنجليزية)
- باريل موكو على موقع قاعدة بيانات كرة القدم.إي يو (الإنجليزية)
- باريل موكو على موقع ليكيب (الفرنسية)
- باريل موكو على موقع ناشيونال فوتبول تيمز (الإنجليزية)
- باريل موكو على موقع كووورة
- باريل موكو على موقع AS.com (الإسبانية)